# Echipa națională de rugby a Namibiei
Echipa națională de rugby a Namibiei reprezintă Namibia în meciurile internaționale de rugby, Namibia fiind una dintre națiunile minore din eșalonul al treilea al rugby-ul internațional, cu experiență de participare la Campionatul Mondial de Rugby.
Namibia participă anual la Cupa Africii, competiție pe care au câștigat-o de două ori. După prima participare la  Campionatul Mondial de Rugby în anul 1999, Namibia s-a calificat la toate edițiile ce au urmat, nereușind însă niciodată să treacă de faza grupelor.